# Marmarospondylus robustus
Marmarospondylus robustus  es la única especie conocida del género dudoso extinto  Marmarospondylus  (gr. “lagarto mármol”) de dinosaurio saurópodo macronario, que vivió a mediados del período Jurásico, entre 166 a 168 millones de años, durante el Bathoniense, en la cantera Forest Marble de Bradford, Wiltshire, Inglaterra. Asignado a veces a Bothriospondylus, la gran separación en tiempo entre los dos hace eso inverosímil. La especie tipo, Marmarospondylus robustus, fue descrita por Richard Owen como una especie del género del Jurásico Tardío Bothriospondylus en 1875. El holotipo, NHMUK R.22428, un dorsal, se encontró en la Formación Forest Marble del Bathoniense en Bradford-on-Avon, Wiltshire. Owen mismo en una adición a la misma publicación acuñó Marmarospondylus para B. robustus, presumiblemente debido a que es más viejo que B. suffosus. Publicaciones recientes han tratado a Marmarospondylus como un miembro dudoso de Macronaria.